# Nagyilonda
Nagyilonda (románul: Ileanda, korábban Ilandă) falu Romániában Szilágy megyében.

## Fekvése
Zsibótól 42 km-re északkeletre, Déstől 40 km-re északnyugatra a Szamos jobb partján fekszik.

## Története

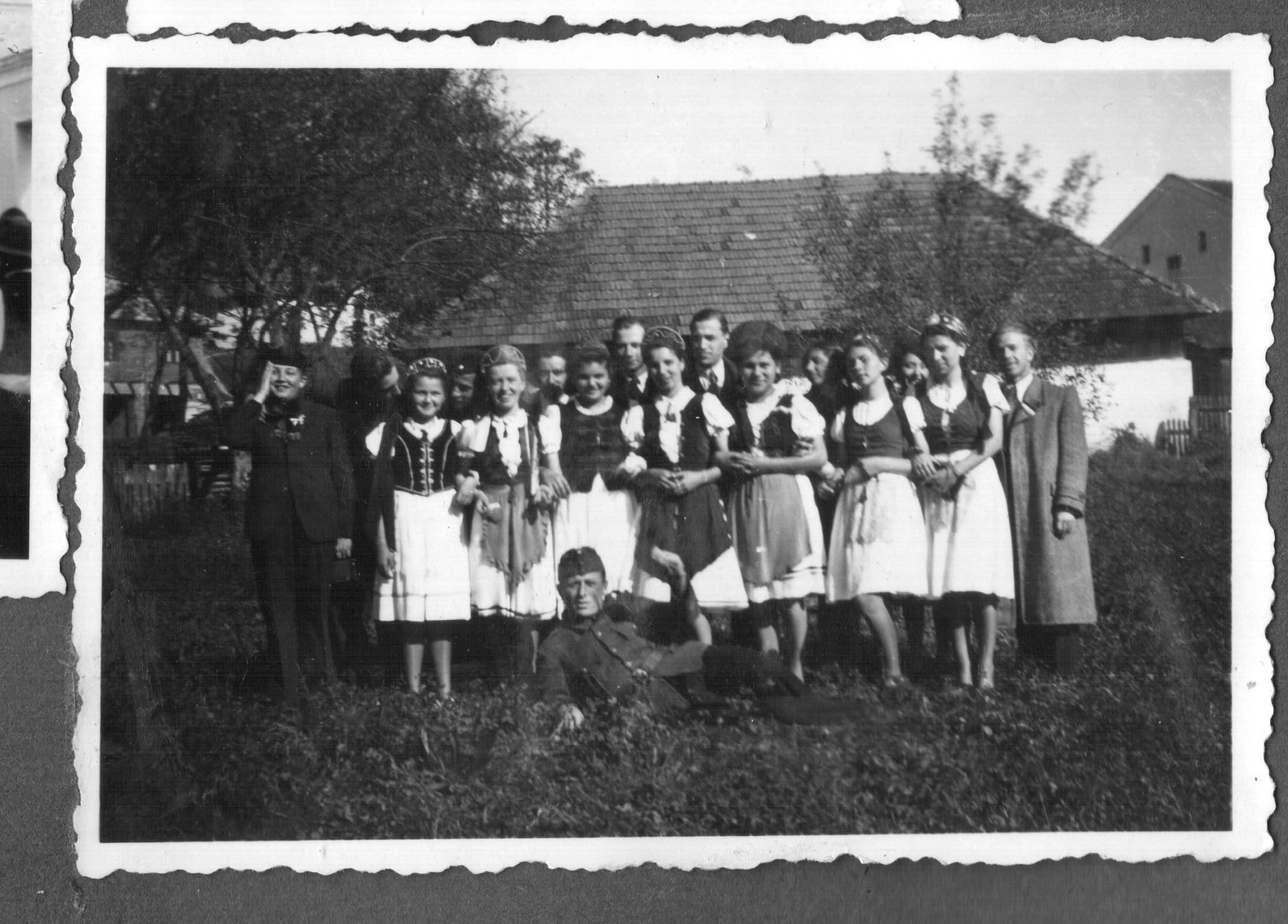
Magyar honvédek Ilondán, 1940. szeptember 8-án (korabeli fénykép).

Nagyilonda nevét az oklevelek 1390-ben említették először Ylandmeze néven.
1467-ben említik mai nevén, ekkor a Csicsói vár tartozéka és a Bánffyak birtoka volt. A Bánffyaktól azonban Mátyás király hűtlenség miatt elvette és Szerdahelyi Kis Jánosnak és testvérének adományozta.
1570-ben II. János (Zsigmond) király az addig Csicsóvárhoz tartozó birtokot Kővár urának, Hagymási Kristófnak adta.
1650-ben Kővár tartozékának mondták.
1910-ben 1167 lakosából 661 román és 445 magyar volt. A trianoni békeszerződésig Szolnok-Doboka vármegye Nagyilondai járásának székhelye volt. 1992-ben társközségeivel együtt 2839 lakosából 2641 román, 167 cigány, 28 magyar és 2 német volt.
Határában feküdt egykor Kopaszfalva, mely 1566 után alakult és utoljára 1719-ben említik.

## Nevezetesség
- 17. századi ortodox fatemplom[1]
- Az 1814-es éhínség emlékműve

## Híres emberek
- Itt született 1898. április 22-én Fodor József Kossuth-díjas író, költő.
- Itt született 1947. január 16-án Szabó Piroska újságíró, szerkesztő.

## Nagyilonda környéke 1769–1773 között

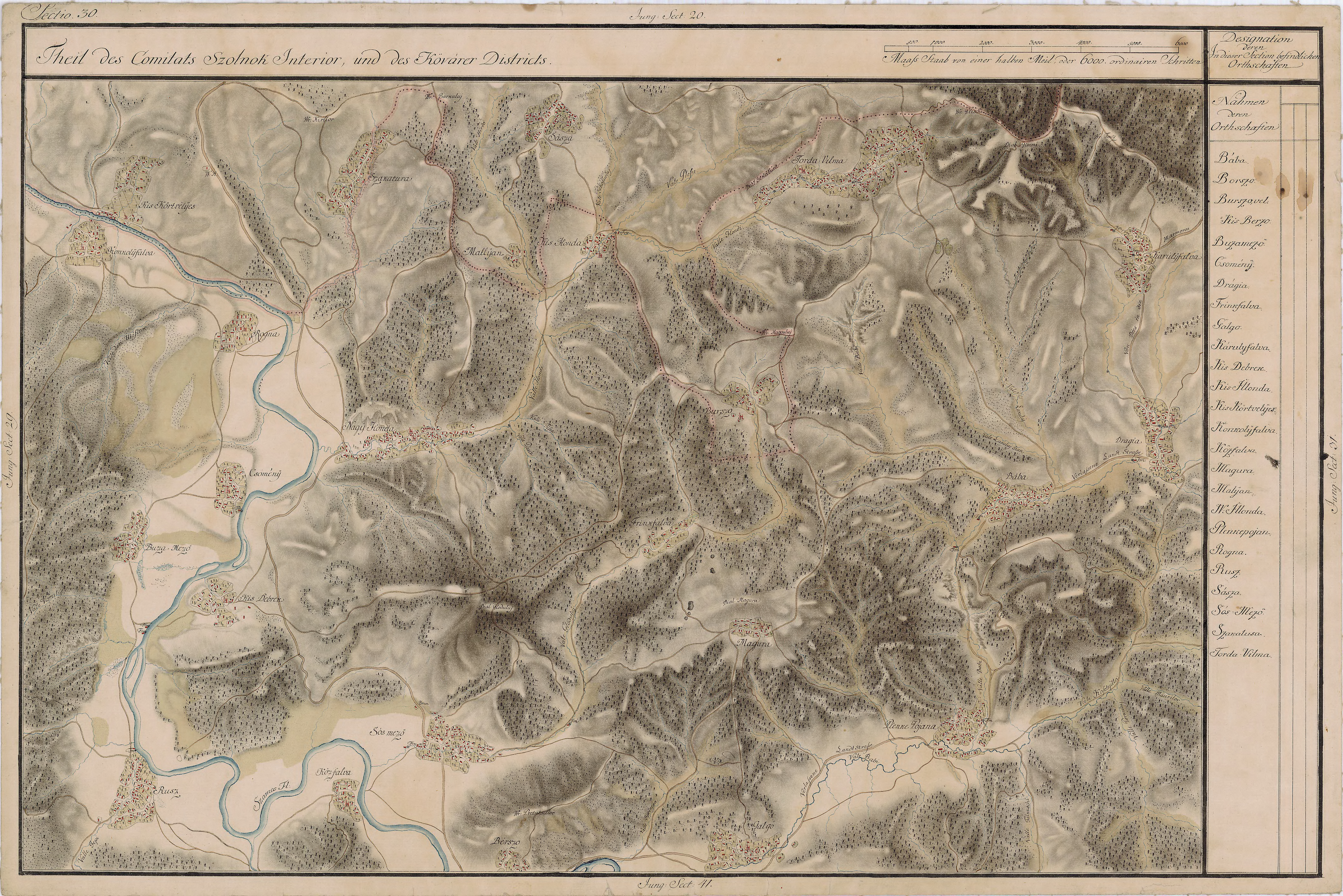
Nagyilonda környéke 1769–1773 között